# Kibō (Station spatiale internationale)
Pour les articles homonymes, voir JEM et Kibō.
Module de l'ISS
Le JEM (Japanese Experiment Module), baptisé Kibō (希望, « espoir », écrit en kana : きぼう) est un ensemble de composants et modules à vocation scientifique de la Station spatiale internationale développé par l'Agence d'exploration aérospatiale japonaise (JAXA). Ces composants sont mis en orbite dans le cadre de trois missions de la navette spatiale américaine en 2008 et 2009. Kibō qui est relié au reste de la Station spatiale via le module Harmony comprend cinq sous-ensembles dont le module pressurisé principal, des plateformes externes destinées à accueillir des expériences scientifiques, des pièces de rechange exposées dans l'espace ainsi que deux bras robotiques pour manipuler les composants extérieurs. La partie pressurisée contient un sas utilisé pour faire entrer ou sortir les expériences scientifiques et 32 rangements amovibles occupés par des équipements scientifiques et de support vie.

## Contexte
L'ensemble Kibō constitue la contribution du Japon pour la Station spatiale internationale.

## Caractéristiques techniques
Kibō est le plus grand module du segment américain de la Station spatiale internationale. Il est composé de cinq sous-ensembles : le module pressurisé principal, un deuxième module pressurisé fixé au premier, une palette EF attachée au module pressurisée servant de support à une dizaine d'expériences scientifiques exposées au vide, une palette attachée à la première permettant de stocker des expériences ou des pièces de rechange et enfin un bras télécommandé.

### Le module pressurisé principal PM

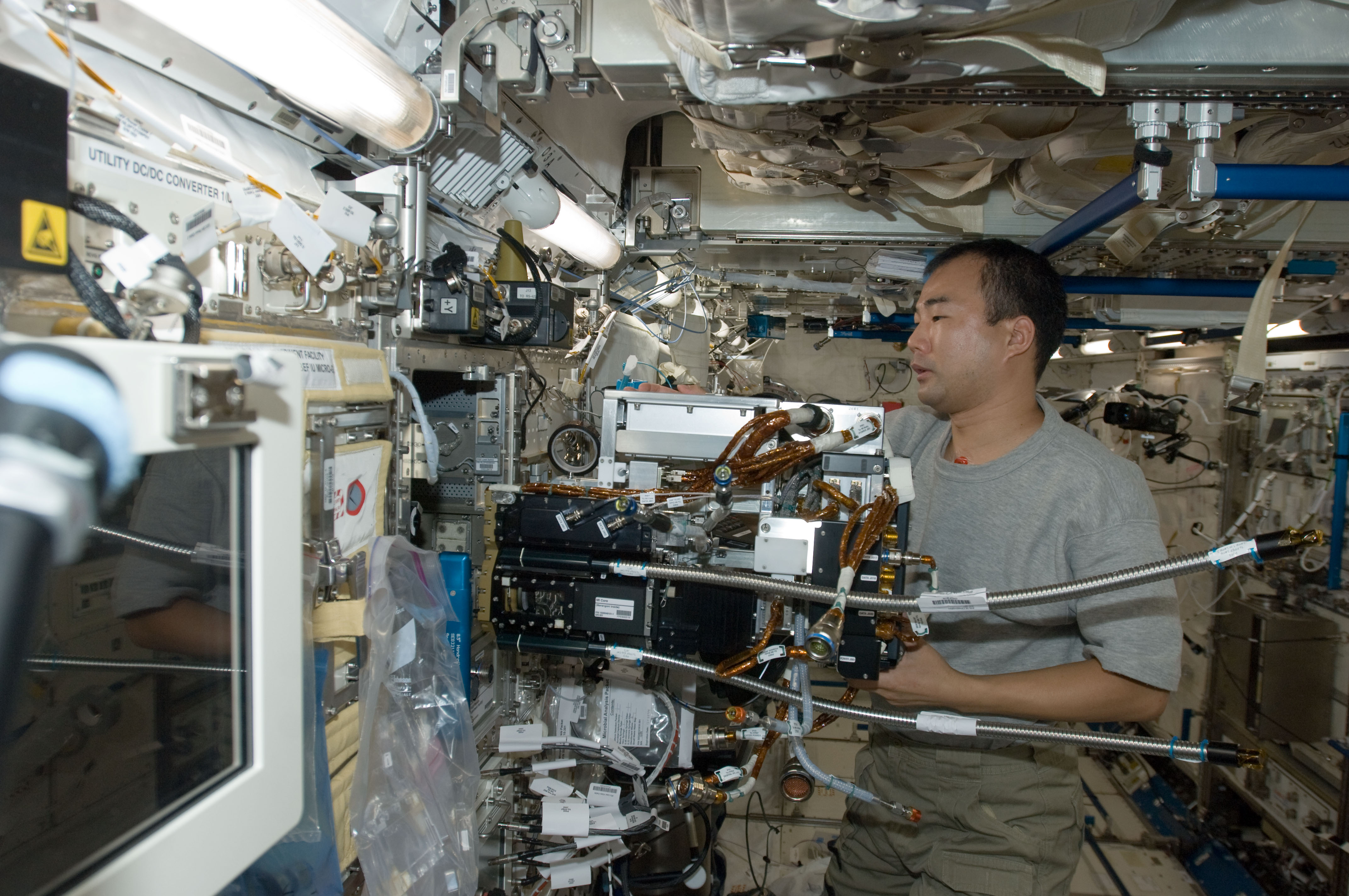
Soichi Noguchi travaille sur une expérience de microgravité dans le module principal pressurisé japonais.

Le module pressurisé (Pressurized Module) est le plus grand des laboratoires spatiaux de la Station et le plus grand des modules pressurisés du segment américain. Long de 11,2 mètres pour un diamètre de 4,4 mètres il a une masse à vide 15,9 tonnes. Le module est relié au reste de la Station spatiale via un port d'amarrage de type Common Berthing Mechanism (CBM) actif qui débouche dans le module Harmony. Il peut accueillir 23 rangements amovibles (baies) occupés par des équipements scientifiques et de support vie. La taille de la structure du module permet d'accueillir 32 baies, mais la présence d'un sas à une de ses extrémités et d'un port d'amarrage CBM sur la paroi du cylindre située au zénith destiné à accueillir le module logistique pressurisé ELM-PS (Experiment Logistics Module-Pressurized Section) supprime 9 emplacements. À son extrémité sous l'écoutille extérieure du sas se trouve la partie active d'un système d'amarrage utilisé pour l'accoupler à la palette extérieur exposée EF (Exposed Facility) placée en orbite lors d'une mission séparée. Le système d'amarrage permet le transfert d'énergie, de données et de liquide refroidissant nécessaires au fonctionnement des expériences qui sont installés sur la palette. Enfin le module pressurisé comporte un point d'attache situé à l'extérieur au-dessus du sas qui sert de point de fixation au bras télécommandé japonais JEMRMS (Japanese Experiment Module-Remote Manipulator System).
Le module pressurisé dispose d'un sas qui est utilisé pour transférer les expériences scientifiques ou les pièces de rechange (ORU) de l'intérieur vers l'extérieur. Ce sas est situé à une des deux extrémités du module et fait saillie à l'intérieur de celui-ci. L'objet à transférer dont la taille ne doit pas excéder 0,46 × 0,83 × 0,80 m et la masse ne doit pas dépasser 300 kg est posé sur un plateau coulissant situé à l'intérieur du sas. La porte intérieure est refermée manuellement. Après que le vide est fait la porte extérieure dont l'ouverture est réalisée par un moteur électrique se rétracte à l'intérieur et le plateau coulissant se déploie à l'extérieur. L'astronaute utilise alors le bras télécommandé pour saisir l'objet et le fixer sur un des emplacements disponibles à l'extérieur sur la palette exposée. Pour ces manœuvres l'astronaute utilise les images renvoyées par les caméras fixées sur le bras mais peut également observer directement le déroulement des opérations à travers les deux hublots placés de part et d'autre du sas. Un petit hublot est également placé sur la porte interne du sas pour observer l'intérieur de celui-ci.

### Le module logistique pressurisé (ELM-PS)
Le module logistique pressurisé est un composant fixé sur le module principal de Kibō par un port d'amarrage de type Common Berthing Mechanism (CBM) passif. Ce composant long de 4,2 mètres pour un diamètre de 4,4 mètres a une masse de 4,8 tonnes (8,5 tonnes avec les équipements). Il est utilisé comme une extension du module pressurisé en fournissant 9 rangements amovibles (baies) pour des expériences scientifiques.

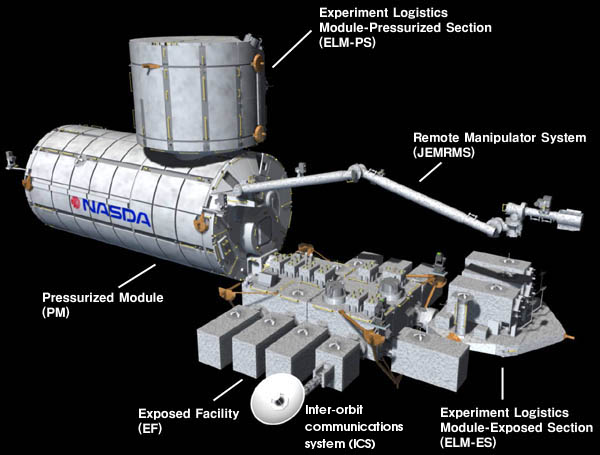
Vue d'artiste de l'ensemble Kibō.

### La palette extérieure EF

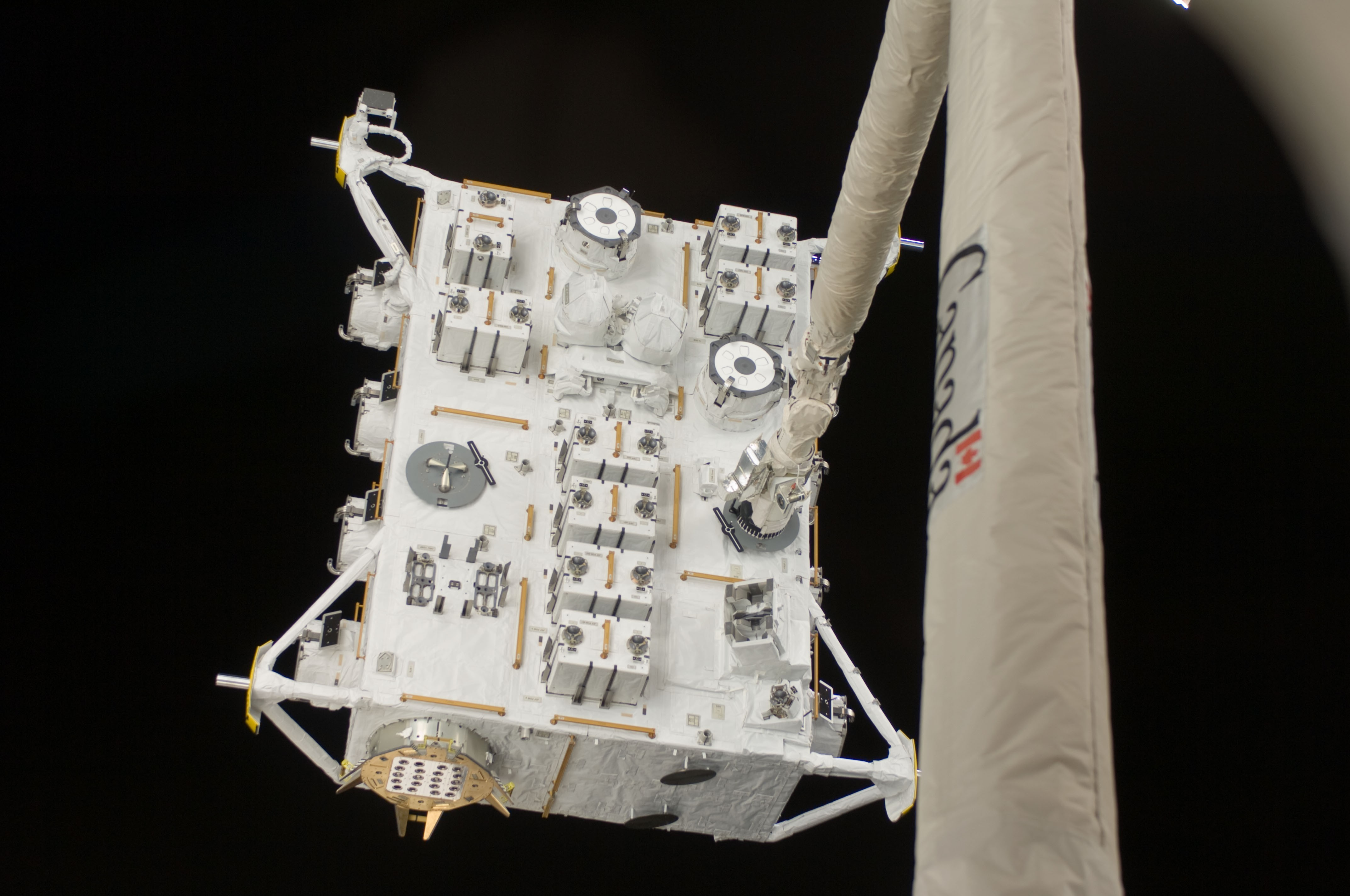
La palette extérieure EF est assemblé au cours de la mission STS-127.

La palette extérieure (Exposed Facility) est une plateforme multi-usages placée à l'extérieur qui permet d'accueillir des expériences scientifiques diverses (observation de la Terre, étude de l'environnement spatial, astronomie, télécommunications, expériences sur les matériaux) tout en bénéficiant de la microgravité et du vide spatial. La plateforme qui fait 5,2 mètres de long pour une largeur de 5 mètres et une hauteur de 3,8 mètres a une masse à vide de 4 tonnes. Le module comporte 9 points d'attache pour les expériences scientifiques, 2 pour des pièces de rechange et un point d'attache temporaire. La plateforme permet la régulation thermique, l'alimentation électrique, l'envoi de commandes et la réception de données scientifiques et télémétriques de chacune des expériences scientifiques. Elle dispose d'un système de contrôle thermique actif connecté au circuit général de la Station spatiale. Les données sont collectées dans un réseau ayant un débit total de 100 mégabits piloté par un ordinateur 16 bits. La plateforme dispose d'une puissance électrique de 10 kW (fourni par la Station) à destination des expériences et utilise 1 kW pour son propre fonctionnement. Les expériences sont fixées sur le côté de la plateforme. Les faces supérieure et inférieure sont occupées par des pièces de rechange (ORU) de différents types. Les pièces de rechange situés sur la partie supérieure peuvent être manipulées par le bras télécommandé tandis que l'utilisation des pièces de rechange stockés sur la face inférieure nécessitent une sortie extravéhiculaire. Par ailleurs un emplacement est utilisé pour fixer le bras secondaire du JEMRMS lorsqu'il n'est pas utilisé et deux caméras situés aux extrémités permettent de contrôler les opérations. La palette extérieure est amarrée à l'avant du module principal pressurisé de Kibō par un système de fixation par lesquelles transitent énergie électrique, circuit du contrôle thermique et liaisons informatiques. Le bras télécommandé est utilisé pour installer et remplacer les expériences scientifiques.

### Le module logistique extérieur ELM-ES
Le module logistique extérieur ELM-ES (Experiment Logistics Module-Exposed Section) est une palette fixée à l'extérieur qui permet d'accueillir trois expériences scientifiques au format EF ou un panachage d'expériences et de pièces de rechange. Lorsque la navette spatiale américaine était encore en fonction cette palette pouvait être ramenée à Terre dans la soute cargo permettant ainsi les échanges d'expériences scientifiques. Le module ELM-ES est fixé à l'extrémité du module EF qui lui fournit l'énergie et les liaisons informatiques. Le module long de 4,1 m large de 4,9 m et haut de 2,2 m a une masse de 1,2 tonne (2,5 tonnes maximum).

Les composants de Kibō
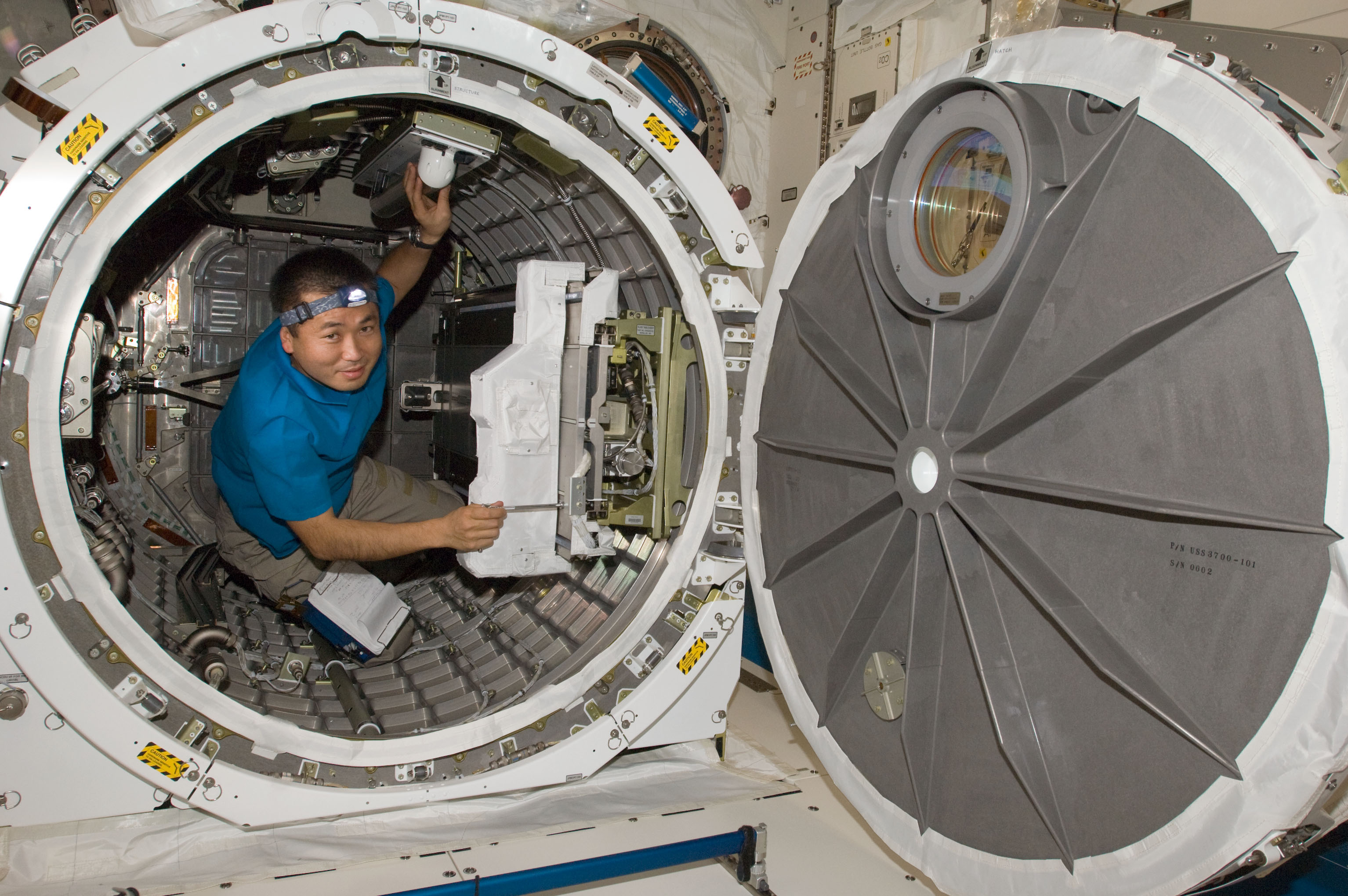
Le sas de Kibō.
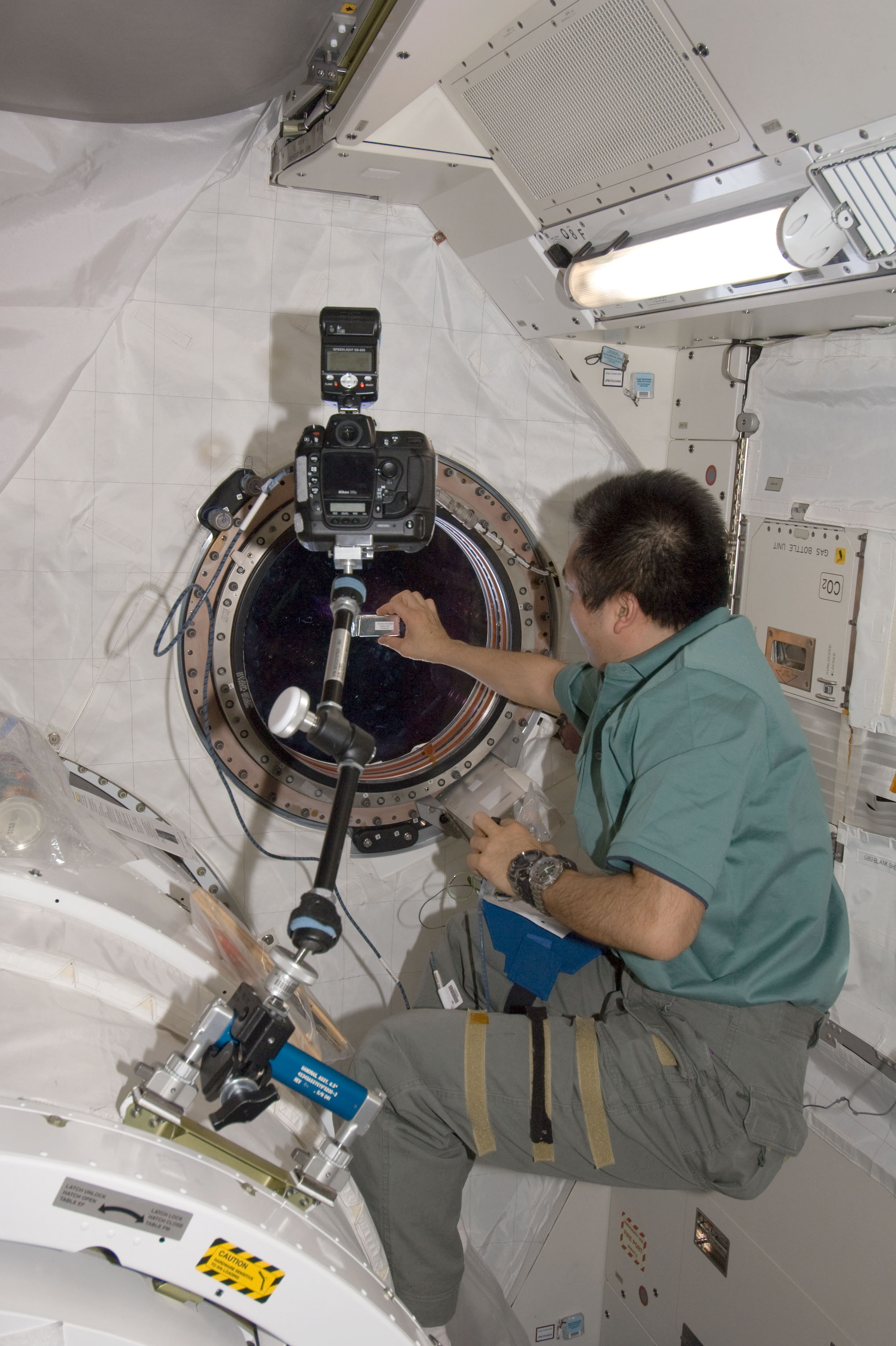
Mise en place d'une caméra devant un des deux hublots du module Kibō.
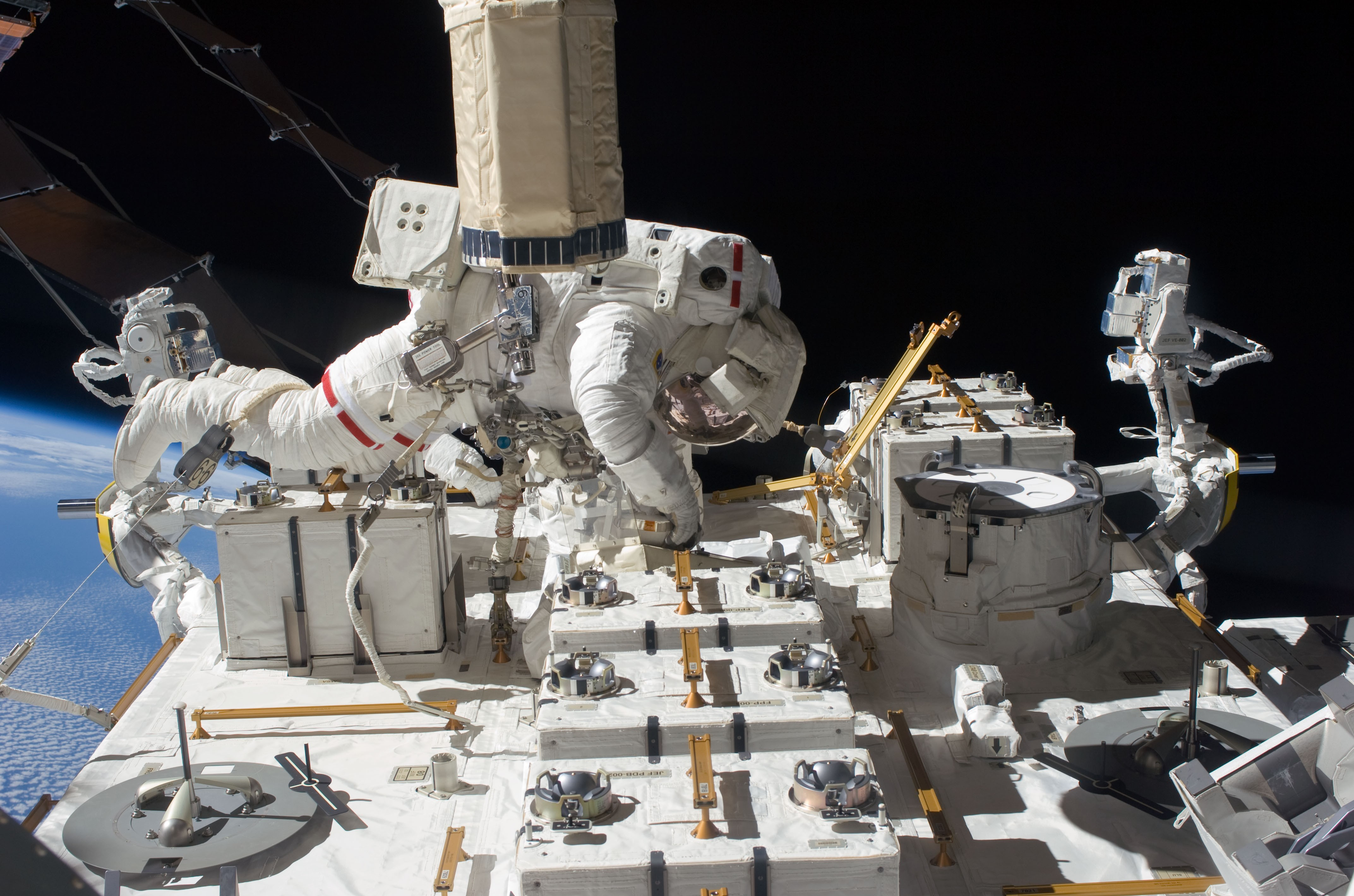
L'intervention d'un astronaute sur la palette extérieure.

### Le bras télécommandé JEMRMS
Le bras télécommandé JEMRMS (Japanese Experiment Module Remote Manipulator System) est utilisé pour manipuler les expériences scientifiques et les pièces détachées qui sont installées sur les deux plateformes attachées au module principal de Kibō (EF et ELM-ES) ainsi qu'à effectuer des tâches de maintenance. Le bras comporte deux composants :
- Le bras principal (Main Arm) est long de 10 mètres et permet de manipuler des charges de 7 tonnes au maximum avec une précision de 50 mm. Il dispose de 6 degrés de liberté et se déplace à une vitesse comprise entre 20 mm et 60 mm par seconde selon la charge.
- Le bras secondaire (Small Fine Arm) est long de 2,2 mètres se fixe à l'extrémité du bras principal pour déplacer des charges d'une masse maximale de 300 kg avec une précision de 10 mm. Il dispose de 6 degrés de liberté et permet d'exercer une force maximale de 30 newtons.

Le bras est piloté depuis une console installée dans une baie du module pressurisé entièrement consacré à son contrôle. La console affiche les images fournies par les deux caméras fixées sur le bras et comporte plusieurs manettes permettant de déplacer le bras et également de contrôler les caméras.
| Composant :             | PM                             | ELM-PS                        | EF                                           | ELM-ES                                              | JEMRMS                                                    |
| ----------------------- | ------------------------------ | ----------------------------- | -------------------------------------------- | --------------------------------------------------- | --------------------------------------------------------- |
| Type                    | Module pressurisé              | Module pressurisé             | Plateforme externe                           | Plateforme externe                                  | Bras télécommandé                                         |
| Rôle                    | Module principal               | Stockage interne expérience   | Stockage externe expérience                  | Stockage externe expériences et pièces détachées    | Manipulation expériences et pièces détachées              |
| Dimension               | 11,20 m (long.) × 4,4 m (dia.) | 4,20 m (long.) × 4,4 m (dia.) | 5,2 m × 5,5 m × 3,8 m (hauteur)              | 4,1 m × 4,9 m × 2,2 m (hauteur)                     | longueur : 10 m (bras principal) 2,20 m (bras secondaire) |
| Masse à vide (maximale) | 14,8 t. (? t.)                 | 4,8 t. (8,5 t.)               | 4 t. (13,5 t.)                               | 1,2 t. (2,5 t.)                                     | 780 kg (bras principal) 190 kg (bras secondaire)          |
| Charge utile            | 23 baies sas                   | 8 baies                       | 12 emplacements dont 10 pour des expériences | 3 emplacements pour expériences et pièces détachées | -                                                         |
| Consommation électrique | 24 kW                          | 3 kW                          | 10 kW (expériences)                          | 1 kW                                                | -                                                         |
|                         |                                |                               |                                              |                                                     |                                                           |

## Mise en orbite et assemblage

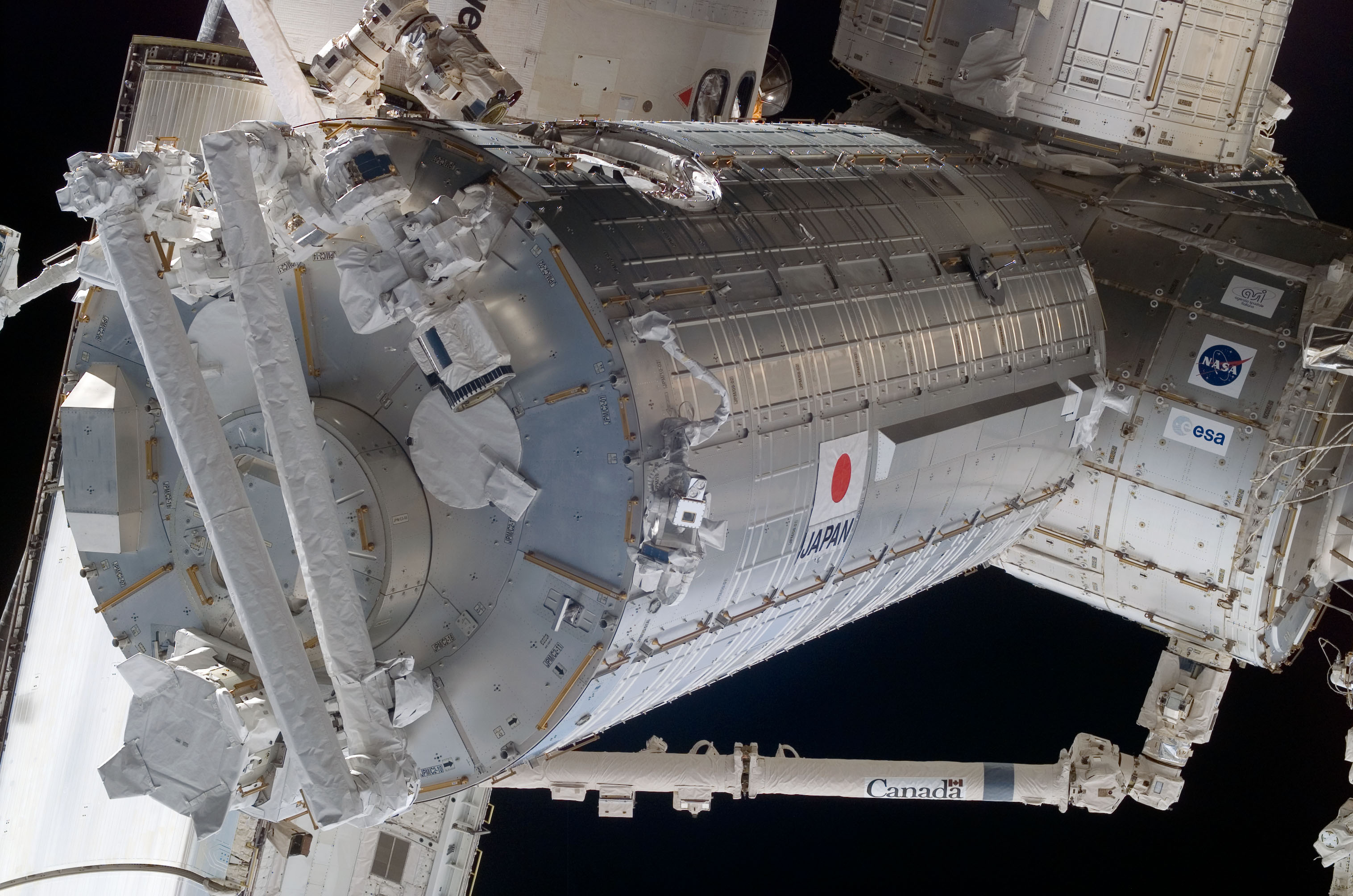
Le module pressurisé vient d'être installé dans le cadre de la mission STS-124.

Compte tenu de son volume et de sa masse il faut trois missions de la navette spatiale américain pour placer en orbite les principaux composants de l'ensemble Kibō. Le module pressurisé ELM-PS est placé en orbite le 11 mars 2008 dans le cadre de la mission STS-123 et amarré provisoirement à un des ports d'amarrage du module Harmony en attendant que le module principal pressuré soit lui-même placé en orbite. Ce dernier est à son tour placé en orbite le 31 mai 2008 dans le cadre de la mission STS-124 et amarré au module Harmony le 3 juin. Le module ELM-PS est alors replacé à sa position définitive. Enfin les plateformes EF et ELM-ES sont placées en orbite par la Endeavour au cours de la mission STS-127 lancée le 15 juillet 2009.

## Expériences scientifiques
Le module Kibō et la palette extérieure EF accueillent plusieurs expériences scientifiques :

### Expériences installées sur la plateforme extérieure EF
Les expériences suivantes sont installées et opérationnelles sur la plateforme EF début 2016 :
- MAXI, JAXA : télescope spatial à rayons X, 0,5 à 30 keV[5].
- SEDA : Space Environment Data Acquisition, mesure des neutrons, du plasma, des ions lourds et des particules légères à haute énergie sur l'orbite de la Station spatiale.
- HREP : Hyperspectral Imager for the Coastal Ocean (HICO) and Remote Atmospheric & Ionospheric Detection System (RAIDS).
- CATS : Cloud-Aerosol Transport System.
- Lidar, NASA : analyse des déplacements des aérosols.
- CALET : CALorimetric Electron Telescope (JAXA), observatoire de rayons cosmiques. Placée en orbite à bord de HTV-5[6]. Masse : 2 500 kg[7].
- NICER, NASA : Neutron-star Interior Composition Explorer, télescope à rayons X installée en juin 2017.
- CREAM, NASA : Cosmic Ray Energetics and Mass, observatoire de rayons cosmiques placé en orbite en août 2017.

Désorbitée avec HTV-5:
- SMILES : Superconducting Submillimeter-Wave Limb-Emission Sounder Prototype, surveillance des émissions des atomes et molécules de gaz à l'état de trace dans la stratosphère[8].

### Expériences externes dont l'installation est planifiée
- OCO-3, NASA : planifié en 2018, surveillance du dioxyde de carbone présent dans l'atmosphère terrestre. Complète les mesures effectuées par OCO-2[9]. Masse : 2 500 kg[7].
- JEM-EUSO, JAXA : Extreme Universe Space Observatory on Japanese Experiment Module télescope ultraviolet. Observatoire de rayons cosmiques à très haute énergie. Lancement planifié vers 2020.